# Cappuccino (gruppo musicale)
I Cappuccino sono stati un gruppo di rock progressivo italiano e funky, attivo durante gli anni '70. In origine il nome era Latins 80, poi cambiato nel 1972 in Expo 80, ed infine in quello più noto nel 1975.

## Storia del gruppo
I Latins 80 si formano a Roma nel 1964, per iniziativa del chitarrista Vincent Barbera e del pianista Josè Marchese (poi sostituito da Franco Marcangeli), ai quali in seguito si aggiunse Gianni Conte, basso e canto e Wilfrid Coppello, batteria. Nel 1972 entrarono nel gruppo due cantanti, Anna Gotti e Giulia Fasolino.
Dopo aver cambiato il nome in Expo 80 (nome che fu attribuito al gruppo dall'avvocato Alberigo Crocetta, il fondatore del Piper di Roma nonché scopritore e produttore di Patty Pravo e produttore in quel momento di Mia Martini) ottengono un contratto con la Dischi Ricordi e pubblicano due album, Viva Brasil nel 1973 e Samba do Brasil l'anno successivo, che presentano riarrangiamenti in chiave funky e jazz-rock di alcune canzoni brasiliane (samba e bossa nova); il riscontro di pubblico, però, è scarso.
Alla Ricordi hanno modo di conoscere Mia Martini che aveva partecipato alla realizzazione dell'album Viva Brasil, che li chiama per le registrazioni dell'album È proprio come vivere nello stesso anno, e nella tournée successiva.
Conoscono inoltre Roberto Dané, che decide di produrli portandoli alla Produttori Associati, etichetta per cui collabora, e cambiando il nome del gruppo in Cappuccino.
Il debutto, con il 45 giri Banana boat no more/Making love (concerns only us two), è incoraggiante: il brano (i cui testi in inglese sono scritti da Anna Gotti e Gianni Conte) viene programmato spesso dalla Rai, riscuotendo un buon successo e convincendo l'etichetta a lanciare il gruppo anche negli Stati Uniti, con l'etichetta consociata "Pausa" (che sta per "Produttori Associati USA").
L'album che porta il loro nome, pubblicato nel 1976 (da cui viene tratto il 45 giri Bye bye baby bella ciao/Hava negeela), è una miscela di funky, jazz rock e rock progressivo, che vede la collaborazione di Mia Martini. Oltre a materiale proprio, vi sono anche canzoni folk riarrangiate.
La vicenda artistica del gruppo viene penalizzata dal fallimento, nel 1977, della Produttori Associati (per gli elevati investimenti effettuati dal patron dell'etichetta, Antonio Casetta, per la costruzione degli Stone Castle Studios di Carimate).
Pur non sciogliendosi, i Cappuccino si ritirano dall'attività discografica, continuando per qualche tempo ad accompagnare dal vivo Mia Martini; nel 1979 aprono un locale jazz nella loro città, Il francobollo, pubblicano ancora un 45 giri per la Ri-Fi (con due canzoni scritte per loro da Gianni Conte Franco Marcangeli e Vincent Barbera).
Tutti i componenti hanno continuato l'attività anche negli anni ottanta, Anna Gotti dapprima con il gruppo Live Movies ed in seguito da solista. Franco Marcangeli, Vincent Barbera Wilfrid Coppello e Giulia Fasolino da solisti, Gianni Conte con varie band col suo nome e da solista, nel 1981 stipulò un contratto con la Fonit Cetra, che pubblicò un singolo contenente il brano "Tu" con il quale partecipò a Domenica in con Pippo Baudo, ottenendo un discreto successo. Sono ancora in attività Franco Marcangeli, piano bar, e Gianni Conte, con l'orchestra "Manuela Chanel" della quale è socio.

## Discografia

### 33 giri
- 1970: Foglie gialle all'imbrunire (Rare, RAR LP 55010; come Latins 80)
- 1973: Viva Brasil (Dischi Ricordi; come Expo 80)
- 1974: Samba do Brasil (Dischi Ricordi; come Expo 80)
- 1976: Cappuccino (Produttori Associati PA/LP 68; come Cappuccino; pubblicato anche negli Stati Uniti su etichetta PAUSA)

### 45 giri
- 1975: Banana boat no more/Making love (concerns only us two) (Produttori Associati PA/NP 3245; come Cappuccino)
- 1976: Bye bye baby bella ciao/Hava negeela (Produttori Associati PA/NP 3257; come Cappuccino)
- 1980: 'a luna stasera/Stop... per un po' (Ri-Fi RFN NP 16811; come Cappuccino)

### Partecipazioni
- 1974: È proprio come vivere (Dischi Ricordi; 33 giri di Mia Martini)